# 南岸区

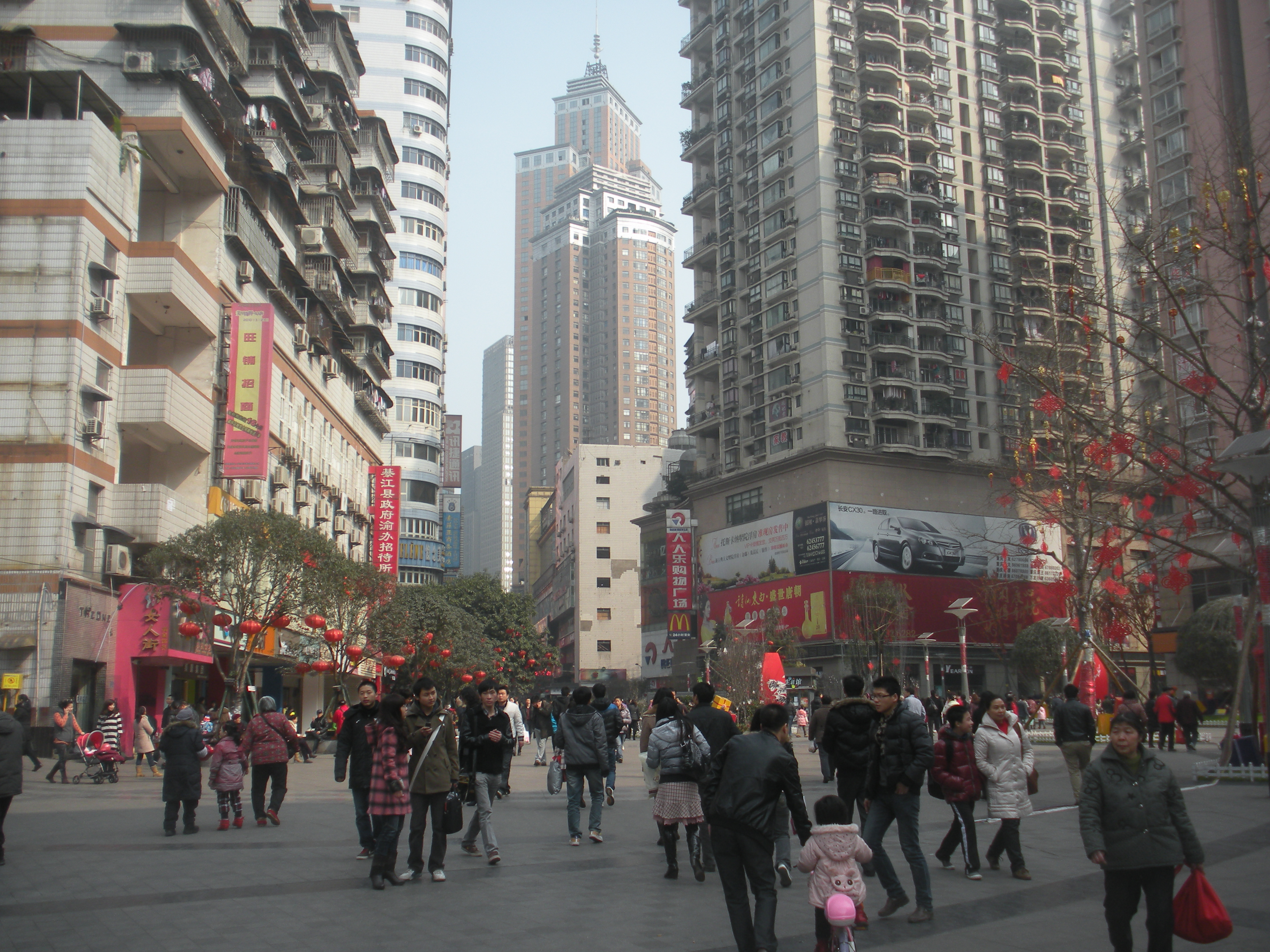
南岸区南坪商业旅游步行区

南岸区是重庆市下辖的市辖区，重庆主城区之一，位于长江南岸，东经106度3分14秒—106度47分2秒、北纬29度27分2秒—29度37分2秒之间，与渝中区、九龙坡区、江北区、巴南区、渝北区相邻，户籍人口56万，常住人口124万，面积274平方千米，陆地占90.33%，河流占9.67%。

## 简介
城區中心為南坪地區，擁有重慶第四高建筑南坪浪高大廈（51層，239米）和重慶國際會展中心。南岸區北部為峽谷沖積平原南部為山脈，在附近的涂山，黃山，真武山均為旅游景區。其中黃山上療養院的“云岫樓”為抗戰時期蔣介石在重慶陪都的官邸。
南岸區是重庆发展较早的一个区，在二次大战时期聚集了大量军政人士如何应钦、宋美龄、林森、戴笠、陈立夫還有美國的马歇尔，文化界人士包括茅盾，巴金，郭沫若，胡适，陶行知等均在南岸居住。但南岸工業自抗战以来一直并不發達，主要支柱產業为商业。除工業外，排收入第三，第四的為旅游和教育。在南岸區有南濱路（即長江南岸濱江路觀光美食流行街），彈子石法租界歷史文化街等旅游名勝。南岸區內擁有重慶眾多高等院校和研究單位，有重慶交通大學、重慶郵電大學、重慶工商大學、重慶第二师範學院的主校區和重慶理工大學的一部分校區。

## 地貌
南岸区位于川东平行岭谷区，背斜、向斜平行分布，有明月峡背斜、广福寺向斜、南泉背斜、铜锣峡背斜、纳溪沟--江北向斜、重庆向斜。背斜成山，向斜成谷，构成低山、丘陵、平坝、河流的组合地貌特征。低山主要分布在南山、黄桷垭、广阳三个镇，一般海拔在500米以上，最高峰为春天岭，海拔681.5米。丘陵主要分布在南坪、涂山、鸡冠石、峡口、长生桥、迎龙、广阳7个镇及沿江7个街道，一般海拔在200-500米之间。平坝面积小，零星分布，其中以广阳坝园艺场和铜元局等地面积为较大河流以长江为主，过境段长45千米，流经7个镇；另有流域面积大于80平方千米的河流2条，流域面积10平方千米及其以下的河流9条。

## 气候
南岸区地处亚热带季风区的四川盆地南部长江河谷，热量丰富，雨量充沛，无霜期长，冰雪少，风小日照少，湿度大，云雾多，春早夏长，秋短冬暖，四季分明，多年年平均气温18.5 °C，无霜期347天，降雨量1097.8毫米，雾日67.8天。

## 交通
南岸区内的轨道交通有重庆轨道交通环线，3号线，6号线，10号线，24号线，27号线。

## 行政区划
南岸区下辖8个街道办事处、7个镇：
铜元局街道、花园路街道、南坪街道、海棠溪街道、龙门浩街道、弹子石街道、南山街道、天文街道、南坪镇、涂山镇、鸡冠石镇、峡口镇、长生桥镇、迎龙镇和广阳镇。
| 街道辦事處、鎮政府 | 居委會                                                                             | 村 | 備註 |
| ------------------ | ---------------------------------------------------------------------------------- | --- | ---- |
| 銅元局街道         | 居委會8個：桐梓坪、芭蕉灣、大田壩、廣東山、長江新村、風臨洲、上海城、雲滿庭        | |      |
| 南坪街道           | 居委會11個：正街、後堡、響水路、東路、珊瑚、南路、西路、陽光、瑪瑙、黃桷渡、金紫街 | |      |
| 海棠溪街道         | 居委會7個：海新街、敦厚街、南山道、羅家壩、四海、海棠曉月、四公里、學府路          | |      |
| 天文街道           | 居委會5個：兴塘路、中一路、玉马路、水云路、茶花                                    | |      |
| 龍門浩街道         | 居委會5個：上浩、下浩、一天門、上新街、下新街                                      | |      |
| 彈子石街道         | 居委會8個：裕華街、王家沱、群慧村、東山坪、大佛寺、惠工村、彈新街、石橋            | |      |
| 花園路街道         | 居委會10個：南湖、金堰、金山路、大石、海峽路、騎龍、古樓灣、花園路、科電、明佳園   | |      |
| 南山街道           | 居委會6個：南山、正街、崇文路、南山路、真武山、文峰新街                            | 村委會9個：聯合、龍井、泉山、金竹、新力、石牛、雙龍、大坪、放牛                                                      |      |
| 南坪鎮             | 居委會5個：興隆、白鶴、南塘、回龍、渝能                                            | 村委會3個：海棠、二塘、四公里                                                                                        |      |
| 塗山鎮             | 居委會6個：石溪路、仁濟路、友于裡、興隆灣、紅星、騾子堡                            | 村委會5個：劉胡蘭、黃荊坡、紅星、新興、蓮花                                                                          |      |
| 峽口鎮             | 居委會1個：大興場                                                                  | 村委會9個：西流、大石、大田、柏林、大興、五星、上壩、高豐、勝利                                                      |      |
| 雞冠石鎮           | 居委會2個：岩口、白沙沱                                                            | 村委會5個：盤龍、納溪溝、石龍、和平、興隆                                                                            |      |
| 長生橋鎮           | 居委會2個：百樂園、桃花橋                                                          | 村委會17個：天文、沙塘、涼風、蓮池、龍門、新塘、花紅、茶園、永甯、樂天、竹園、共和、廣福、白沙、腰子崗、南山、桃花店 |      |
| 迎龍鎮             | 居委會1個：迎龍                                                                    | 村委會11個：龍頂、馬頸、北斗、大坪、武堂、石梯子、雙谷、苟家咀、四坪、清油洞、蹇家邊                                 |      |
| 廣陽鎮             | 居委會1個：明月沱                                                                  | 村委會8個：明月、沿江、埡口、塘坎、回龍橋、大佛、銀湖、新六                                                          |      |

### 沿革[3]
- 民國18年（1929年），重慶建市，在玄壇廟設南岸市政管理處，轄南城坪、海棠溪、龍門浩、彈子石4坊。
- 民國24年（1935年）2月，撤銷管理處建重慶市第四區，下半年改為第六區，區轄聯保，聯保轄保，保轄甲。區公署駐玄壇廟，轄銅元局、南坪場（南城坪）、海棠溪、龍門浩、玄壇廟、彈子石等6個聯保，計61保614甲。
- 民國28年（1939年）6月，第六區分為兩個區，改聯保為鎮：第十一區，區公署駐玄壇廟，轄玄壇廟、龍門浩、彈子石、竅角沱4鎮；第十二區，區公署駐海棠溪，轄海棠溪、南坪場、銅元局3鎮。
- 民國30年（1941年），劃巴縣崇文、大興鄉入市區，增設重慶市第十五區，區公署駐黃桷埡（祟文），轄黃桷埡、清水溪、大興等3鎮。同時，第十一區改建為龍門上浩、龍門下浩、玄壇廟、彈子石、竅角沱、雞冠石等6鎮。
- 民國33年（1944年）7月，改區公署為區公所，撤銷鎮一級建制，區直轄保：劃出第十一區的彈子石、竅角沱、雞冠石一帶，建重慶市第十八區，區公所駐彈子石。至此，今南岸區境計設4區92保1554甲，均以序號代名。
- 1950年6月，將原設在今區境的4個區合併為重慶市第五、第六區，各建區人民政府，區轄鄉。第五區人民政府駐海棠溪，1951年3月遷羅家壩，轄南坪、雙龍、四公里、羅家壩、黃桷埡等5鄉和龍門浩聯合新村；第六區人民政府駐彈子石，轄新興、雞冠石、大興、汪山等4鄉。

撤銷重慶市第十一、十二、十五、十八區，合併設立第五、六區。其行政區域為：第五區包括原第十二區全部和第十五、十一區大部，即 銅元局南坪、海棠溪、廣黔路、上浩、下浩、清水溪、黃桷椏、新市場等9個街道和南坪、雙龍、四公里、羅家坪、黃桷椏5個鄉；第六區 包括原第十八區全部和第十五、十一區一部分，即彈子石、石橋、大佛段、玄壇廟、汪山、鑼旗寺、飛嵐椏、大興場、雞冠石等9個街道 和雞冠石、白沙沱、汪山、大興、郭家沱5個鄉。
- 1951年8月，劃入江北縣郭家沱地區建郭家沱鄉，共為5鄉。各鄉設鄉人民政府。
- 1952年8月，重慶市人民政府決定將第七區（第七區人民政府駐寸灘，轄唐家沱洞梁河以西，寸灘、溉瀾溪一帶16個保185甲）併入第六區，但因長江分隔，管理不便，隨即於10月初撤銷其合併決定，轉而併入第二區（第二區人民政府駐香國寺任家花園）。
- 1952年10月，第五、第六區合併為重慶市第五區，區政府駐彈子石，12月遷龍門浩，區以下建置調整為南坪、四公里、黃桷埡、新興、雞冠石、白沙沱、大興、汪山、郭家沱等9鄉，劃入巴縣文峰鄉，共轄10個鄉和渝南、海棠、自由、覺林寺、桂花園5個自然村。
- 1954年6月，區政府在城區設派出機構辦事處，轄居民委員會。全區先後建海棠溪、上浩、下浩、南坪、黃桷埡、玄壇廟、石橋、彈子石、大佛段等9個街道辦事處和銅元局、鑼旗寺2個廠區辦事處，共設128個居民委員會。
- 1955年4月，撤銷郭家沱鄉，併入鑼旗寺廠區。同年10月，第五區因地命名為重慶市南岸區，區、鄉兩級政府改為人民委員會。
- 1956年8月，全區農村調整為南坪、文峰、汪山、新興、雞冠石、大興等6個鄉。
- 1958年9月，合併建立塗山人民公社，設管理委員會，為政社合一組織。鄉改為管理區，村改生產大隊。同年9月，城區各街道改建為上新銜、海棠溪、玄壇廟、彈子石4個街道和銅元局、黃桷埡、郭家沱(鑼旗寺)3個鎮，分別設街道和鎮人民委員會，為基層政權組織。
- 1960年，4個街道和黃桷埡鎮改建為政社合一的城市人民公社，設管理委員會。
- 1960年，南坪、四南等6個生產大隊劃入市中區，成立四季青蔬菜人民公社。1963年初撤銷，各生產大隊劃歸南岸區。
- 1961年10月，撤銷塗山人民公社，將6個管理區改建為南坪、文峰、塗山（新興）、雞冠石、大興、南山（汪山）6個人民公社。
- 1962年7月，劃出併入郭家沱鎮的原郭家沱鄉建郭家沱公社。
- 1962年7月，城市人民公社和鎮改建為上新街、銅元局、海棠溪、黃桷埡、玄壇廟、彈子石、郭家沱7個街道，仍為區政府的派出機構。
- 1963年10月，重建南坪街道，設辦事處。
- 1964年1月，重建大佛段街道，設辦事處。
- 1968年10月，各街道辦事處和公社管理委員會均改設革命委員會。
- 1969年12月，撤銷郭家沱公社併入大興公社。
- 1978年，恢復街道辦事處。
- 1980年，公社恢復管理委員會。
- 1983年，取消人民公社建制，各公社改建為鄉，設鄉人民政府。
- 1989年10月，黃桷埡街道和文峰鄉合併建黃桷埡鎮。
- 1992年12月，南坪、塗山、雞冠石、峽口（大興）、南山亦撤鄉建鎮，設鎮人民政府，轄居民委員會和村民委員會。
- 1994年5月，增建花園路街道辦事處。
- 1995年3月，郭家沱街道和峽口鄉郭家沱部分劃歸江北區，劃入巴縣長生橋、迎龍、廣陽3鎮。至此，全區轄南坪、花園路、銅元局、海棠溪、龍門浩、玄壇廟、彈子石、大佛段等8個街道和南坪、塗山、黃桷埡、雞冠石、南山、峽口、長生橋、迎龍、廣陽等9個鎮。
- 2006年7月27日，撤銷南山鎮、黃桷埡鎮，設立南山街道[4]。
- 2013年4月15日，重庆市政府批复同意调整长生桥镇行政区域，新设立天文街道。

## 全国重点文物保护单位
- 彈子石摩崖造像
- 重庆黄山抗战旧址群
- 同盟国驻渝外交机构旧址群（南山蘇聯大使館舊址、法國大使館舊址、美國大使館海軍武官處舊址、美軍招待所、法國水師兵營舊址、印度專員公署舊址）